# Biblioteca Casanatense

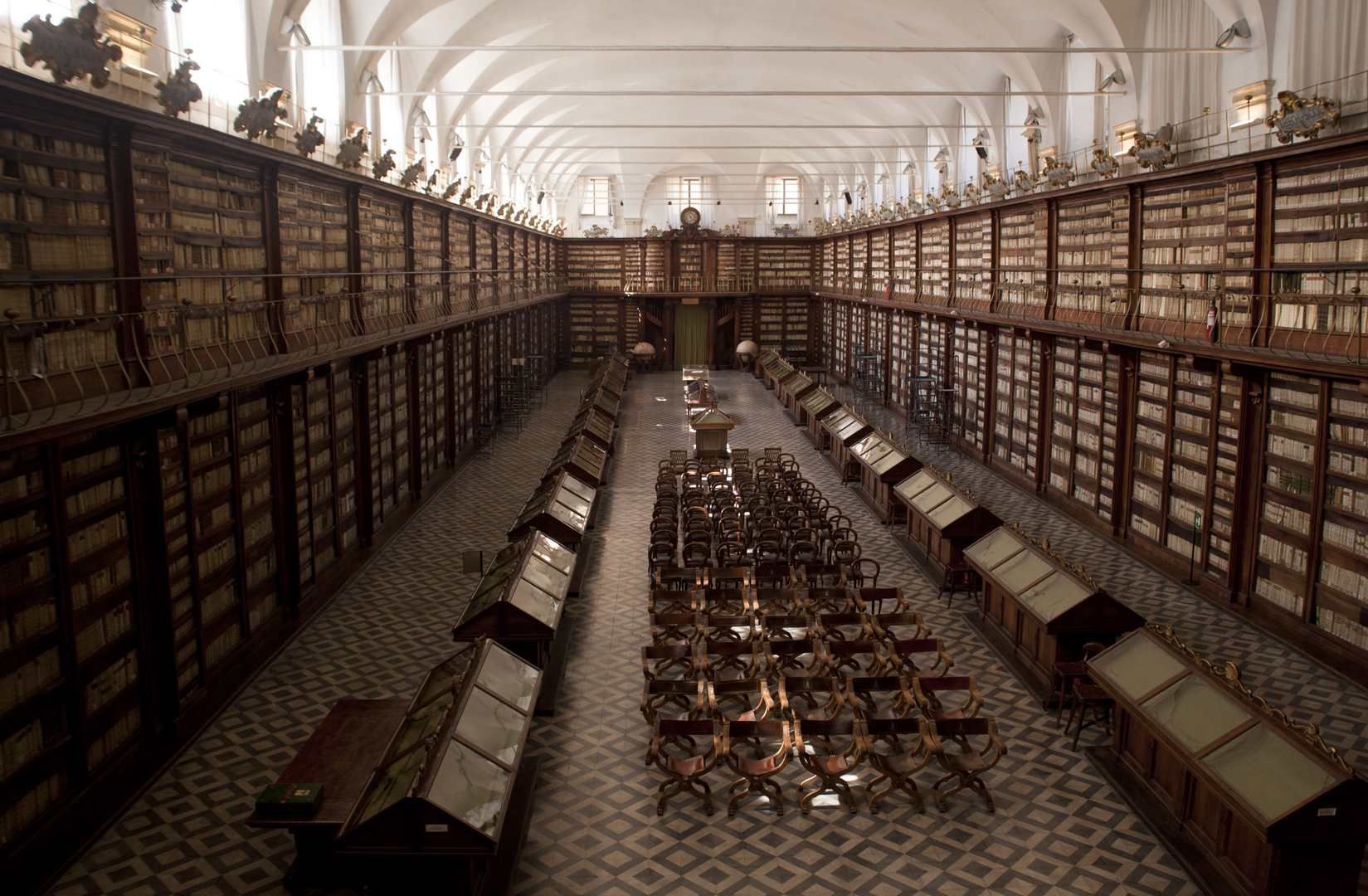
Blick in den Salone

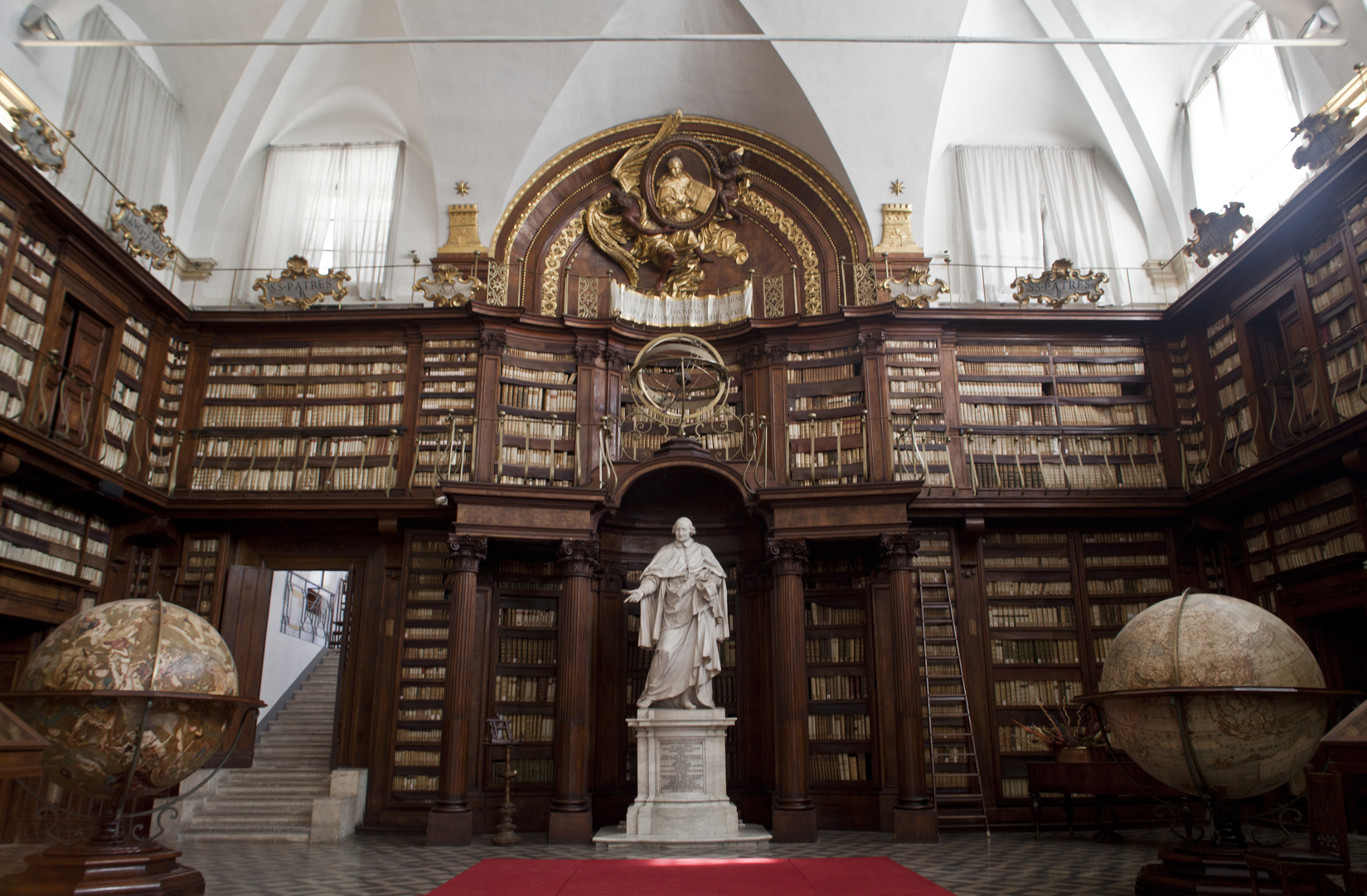
Skulptur des Gründers

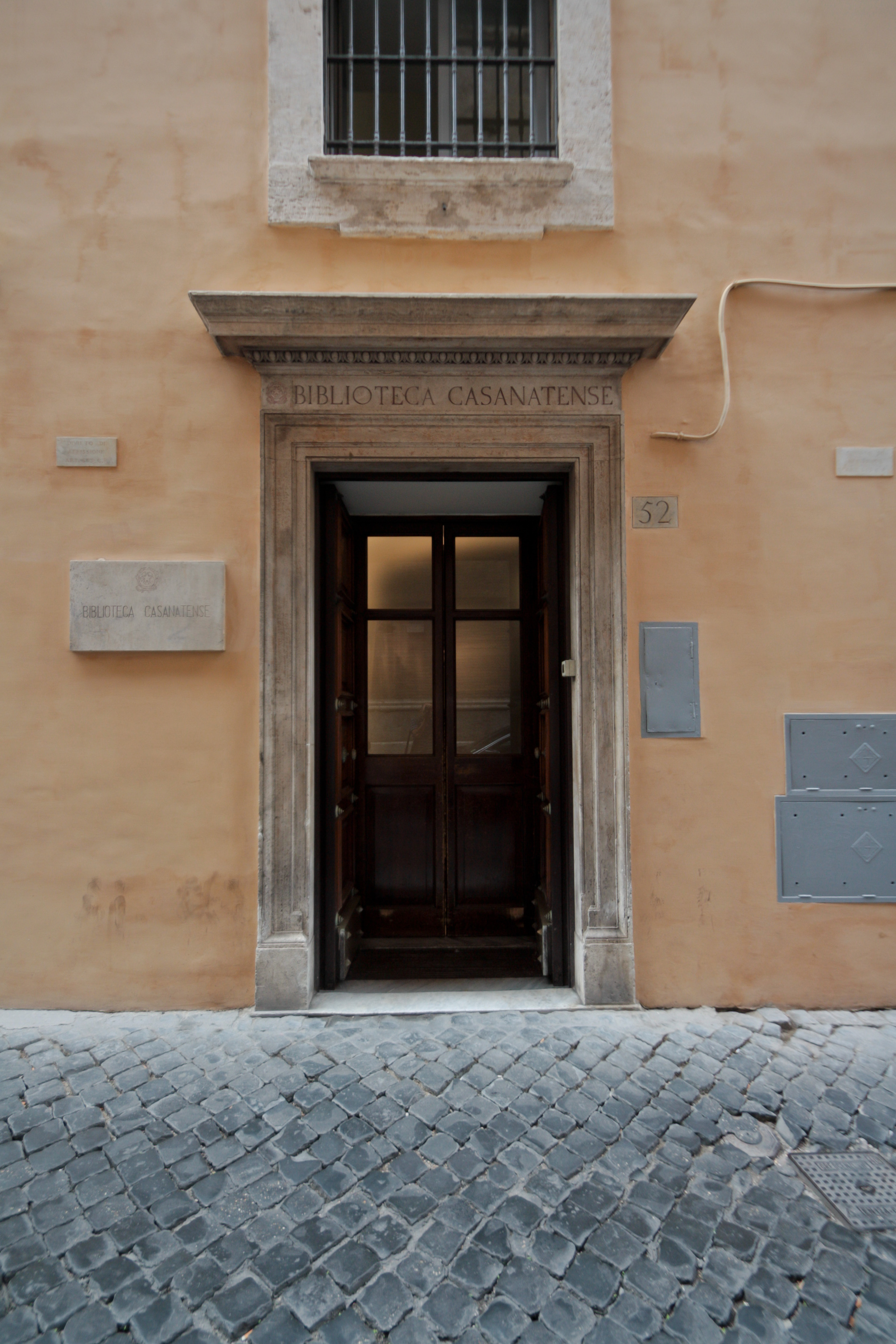
Eingang, Via S. Ignazio 52

Die Biblioteca Casanatense ist eine staatliche Bibliothek in Rom, die auf eine Stiftung des Kardinals Girolamo Casanate (1620–1700) zurückgeht. Sie wurde bis 1884 von den Dominikanern bei Santa Maria sopra Minerva betrieben.

## Geschichte
1701 wurde sie eröffnet, nachdem auf dem Gelände des Konvents ein eigenes Gebäude nach einem Entwurf des Architekten Antonio Maria Borioni fertiggestellt war, und den testamentarischen Bestimmungen des Kardinals entsprechend als öffentliche Bibliothek geführt.
Während der ersten römischen Republik wurde die Bibliothek unter staatliche Kontrolle gestellt und war von 1810 bis 1814 Departementsbibliothek. Ihre Verwaltung erfolgte weiterhin durch die Dominikaner. Ihr Präfekt war Giacomo Alberto Magno, der für die Katalogisierung sorgte. Durch die Bestände Riccy und Baini Mitte des 19. Jahrhunderts während der Präfektur des Giacinto De’ Ferrari erweitert, erfolgte ein Ausbau in Form von Räumlichkeiten entlang der Via S. Ignazio.
1873 wurde das Dekret über die Verstaatlichung kirchlicher Bibliotheken auch auf Rom angewandt. Zunächst wurde den Dominikanern Personal aus der benachbarten römischen Nationalbibliothek zur Seite gestellt und die Verwaltung vereinheitlicht. Präfekt blieb weiterhin ein Dominikaner, nämlich Pio Tommaso Masetti, doch wurde ihm als Verwaltungsfunktionär Prof. Gilberto Govi an die Seite gestellt. Zum Gebäude der Nationalbibliothek wurde auch ein Übergang geschaffen; die Verwaltung der Bibliothek erfolgte gemeinsam mit der Biblioteca Vittorio Emanuele II.
1884 endete der vom Orden gegen die Verstaatlichung der Bibliothek angestrengte Prozess mit einer Niederlage. Daraufhin wurde das dominikanische Bibliothekspersonal vollständig durch Beamte des Königreiches ersetzt, die dem Ministero dell’Istruzione Pubblica unterstellt waren. 1898 wurde der Eingang zur Bibliothek in die Via Sant’Ignazio verlegt, nachdem auch die Räumlichkeiten erweitert worden waren. Hinzu kamen Räume im Mezzanin. Wesentlich zur Reorganisation der Casanatense haben im 20. Jahrhundert ihre Direktoren Ignazio Giorgi (1899–1923) und Luigi De Gregori (1925–1936) beigetragen. Eine letzte Erweiterung erfolgte 1978, als eine Reihe von Räumen im secondo piano, auf der Seite des Innenhofes, hinzugefügt wurde.

## Bestand und Schwerpunkte
Von den rund 20.000 Büchern der Privatbibliothek des Kardinals sind allerdings nur wenige noch sicher im heutigen Bestand von nahezu 400.000 Bänden nachzuweisen, von denen 60.000 im Hauptsaal der Bibliothek in vergitterten Regalen stehen. Neben den ca. 6000 Handschriften und den über 2200 Inkunabeln sind 13.000 Drucke des 16. Jahrhunderts (Cinquecentine) vorhanden. Die Casanatense tauschte regelmäßig Dubletten von Manuskripten und Druckwerken mit der Römischen Inquisition, daher verfügt sie über ansehnliche Bestände zur Geschichte der katholischen Missionen in China vom 16. bis zum 18. Jahrhundert. Der Fondo Editti e bandi pontifici umfasst 71.000 gedruckte Dokumente vom Beginn des 16. Jahrhunderts bis 1870, wichtige Quellen zur Geschichte der Römischen Kurie und des Kirchenstaates. 1500 von diesen Bänden enthalten Material zur römischen Inquisition, dazu kommen 300 weitere aus anderen Beständen, die zusammen die Raccolta di bandi dell'Inquisizione Romana bilden. Etliche Bände beziehen sich auf die Tätigkeit des Stifters Casanate in der für Inquisition und Index zuständigen Kardinalskongregation.
Rund 300 von den Handschriften sind illuminiert. Darunter befinden sich liturgische Rollen aus Benevent wie die Exultet-Rolle Cas. 724/III (früher B.I. 13) aus dem 12. Jahrhundert. Die Rollen Cas 724/I und 724/II sind ein Pontificale und ein Benedictionale, ebenfalls aus Benevent. Zu den reinen Texthandschriften gehören Canones Apostolorum aus dem 8. Jahrhundert, der Liber Maioris Ecclesiae Beneventanae, mit einem Kalender des 9. Jahrhunderts, ein Pontificale Romanum aus dem 11. Jahrhundert.
Die Sammlungsschwerpunkte, anfangs enzyklopädisch umfassend, konzentrierten sich zunächst auf traditionelle theologische und technologische Bereiche, für kurze Zeit auch auf Studien zum Römischen Recht, zur Wirtschaft und zur Stadt Rom. Ab 1975 wurde das Haus, bis dato dem Ministero della Pubblica Istruzione unterstellt, dem Ministero per i Beni Culturali e Ambientali zugeschlagen. Der Schwerpunkt verlagerte sich auf bibliothekarische und bibliographische Thematiken. 1990 bis 2001 war Angela Adriana Cavarra Direktorin und Nachfolgerin von Serrai, Di Cesare und Janni. Ihr folgte von 2001 bis 2004 Gianni Bonazzi, doch übernahm Cavarra zum 1. Januar 2005 das Amt erneut.

## Standort
Die Bibliothek befindet sich in Rom, in der Via S. Ignazio 52. In dem Gebäudekomplex des ehemaligen Dominikanerkonvents, der auch Insula Sapientiae genannt wird, befindet sich neben der Casanatense seit 1988 auch die Parlamentsbibliothek (Polo bibliotecario parlamentare).